# Bachhausen (Berg)

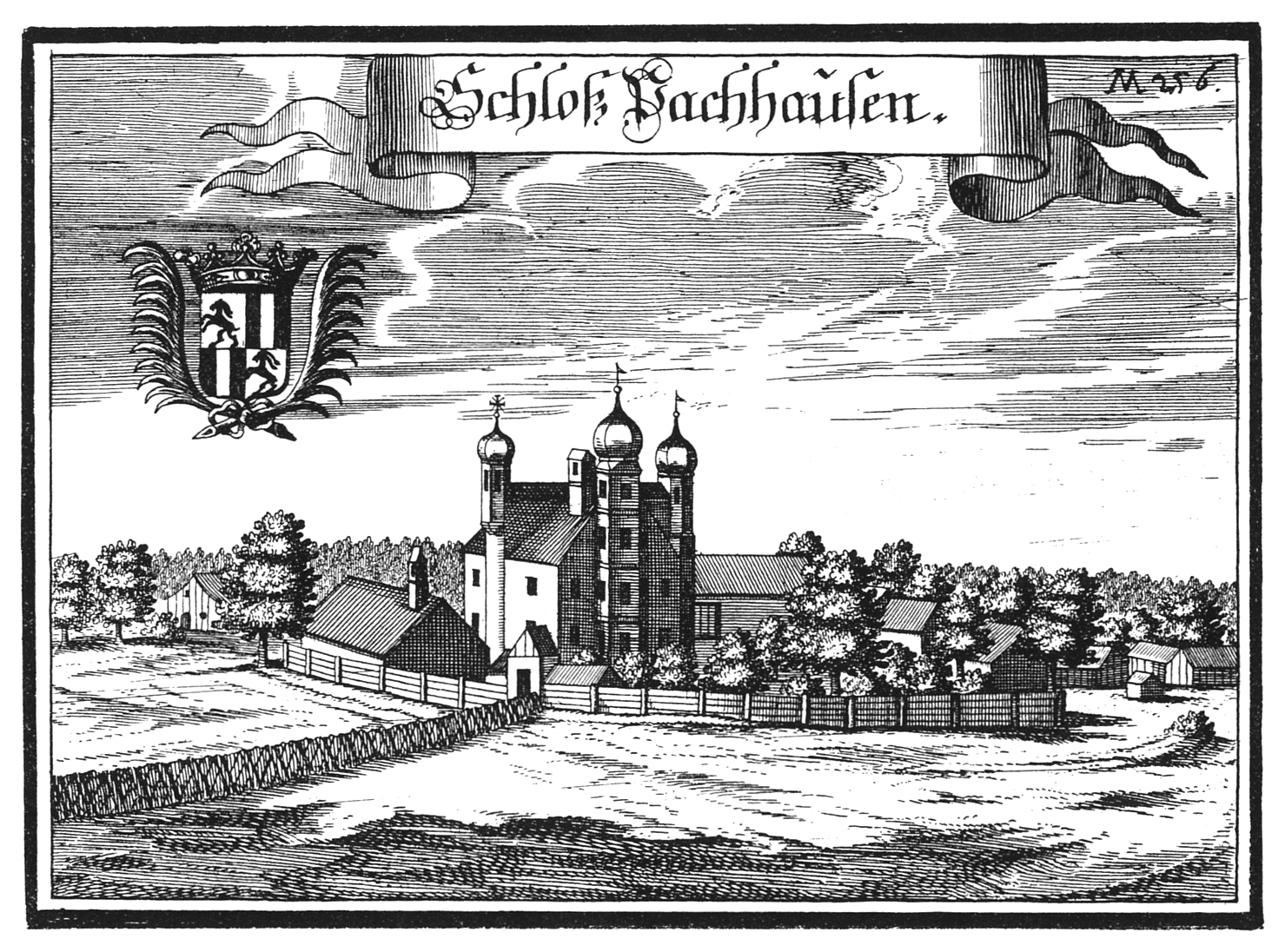
Bachhausen auf einem Kupferstich von Michael Wening (um 1700)

Bachhausen ist ein Gemeindeteil von Berg im oberbayerischen Landkreis Starnberg. Das Dorf liegt am Lüßbach, der in den Starnberger See mündet. 

## Geschichte
Der Ortsname ist bajuwarisch und bedeutet Häuser am Bach. Urkundlich erwähnt wurde Bachhausen erstmals 1167. Im Jahr 1588 wird Andreas Lerchenfelder als Inhaber der Hofmark Bachhausen überliefert. Nachdem 1619 Hans Christoph von Ruepp die Hofmark Bachhausen erworben hatte, legte er sie mit der bereits in seinem Besitz befindlichen Hofmark Mörlbach zusammen.
Im Jahre 1648 wurde der Ort mit dem Schloss während des Dreißigjährigen Krieges von den Schweden völlig zerstört. Der Kupferstich von Michael Wening (um 1700) zeigt einen zweigeschossigen Satteldachbau mit drei Türmen. Die zwei vorderen Türme waren wohl mit einem verdeckten Gang verbunden. Vor 1790 wurde der Edelsitz abgebrochen.
Im Zuge der Gebietsreform in Bayern kam die Gemeinde Bachhausen aus dem aufgelösten Landkreis Wolfratshausen zum Landkreis Starnberg und wurde zum 1. Januar 1975 in die Gemeinde Berg eingegliedert.